# Vườn quốc gia Keoladeo
Vườn quốc gia Keoladeo hoặc Vườn quốc gia Keoladeo Ghana trước đây được gọi là Khu bảo tồn chim Bharatpur là một vườn quốc gia nằm ở Bharatpur thuộc bang bang Rajasthan, Ấn Độ. Đây là khu bảo tồn nổi tiếng với hàng ngàn con chim, đặc biệt là vào mùa đông. Được tuyên bố là khu bảo tồn vào năm 1971, nó là nhà của 230 loài chim. Keoladeo được UNESCO công nhận là Di sản thế giới vào năm 1985.
Đây là một vùng đất ngập nước nhân tạo, là một vườn quốc gia của Ấn Độ. Nó bảo vệ vùng đất ngập lũ thường xuyên của Bharatpur, tạo thành một sân chim ngập nước mà trước đó từng là nơi chăn thả gia súc. Keoladeo có diện tích 29 km2 (11 dặm vuông Anh) là một bức tranh của đồng cỏ khô, rừng cây, đầm lầy rừng và vùng đất ngập nước. Môi trường sống đa dạng này là nhà của 365 loài chim, 379 loài hoa, 50 loài cá, 13 loài rắn, 5 loài thằn lằn, 7 loài lưỡng cư, 7 loài rùa và nhiều loài động vật không xương sống khác. Mỗi năm, hàng ngàn con chim mặt nước di cư đến vườn quốc gia để trú đông và sinh sản, khiến nó là một trong những vùng chim giàu nhất thế giới. Những con sếu Siberia quý hiếm có mặt tại vườn quốc gia này vào mùa đông nhưng số lượng của chúng hiện đang dần tuyệt chủng. Theo người sáng lập Quỹ Động vật hoang dã Thế giới Peter Scott, vườn quốc gia Keoladeo là một trong những khu vực chim đẹp nhất thế giới.

## Lịch sử

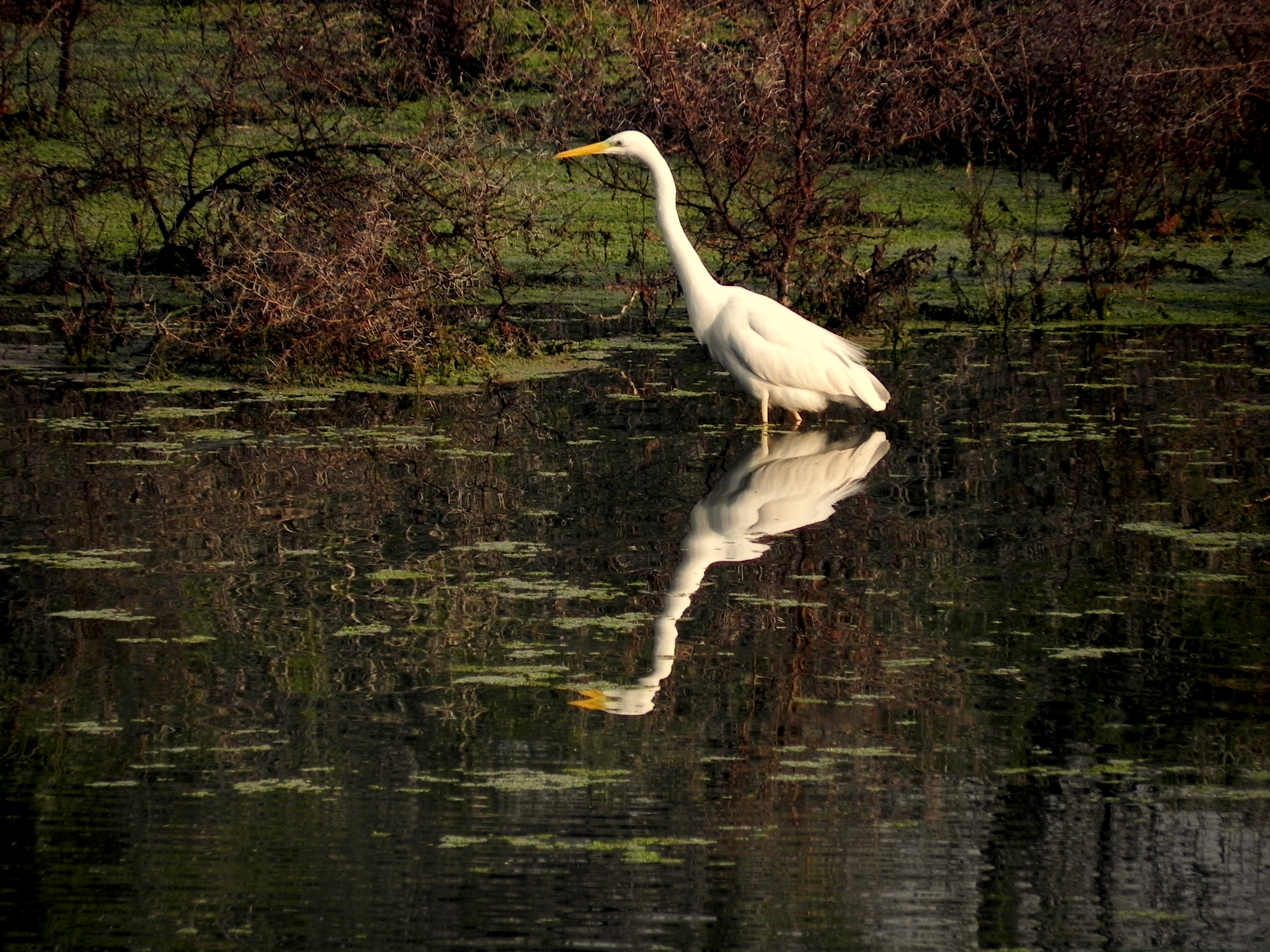
Diệc lớn tại vườn quốc gia Keoladeo.

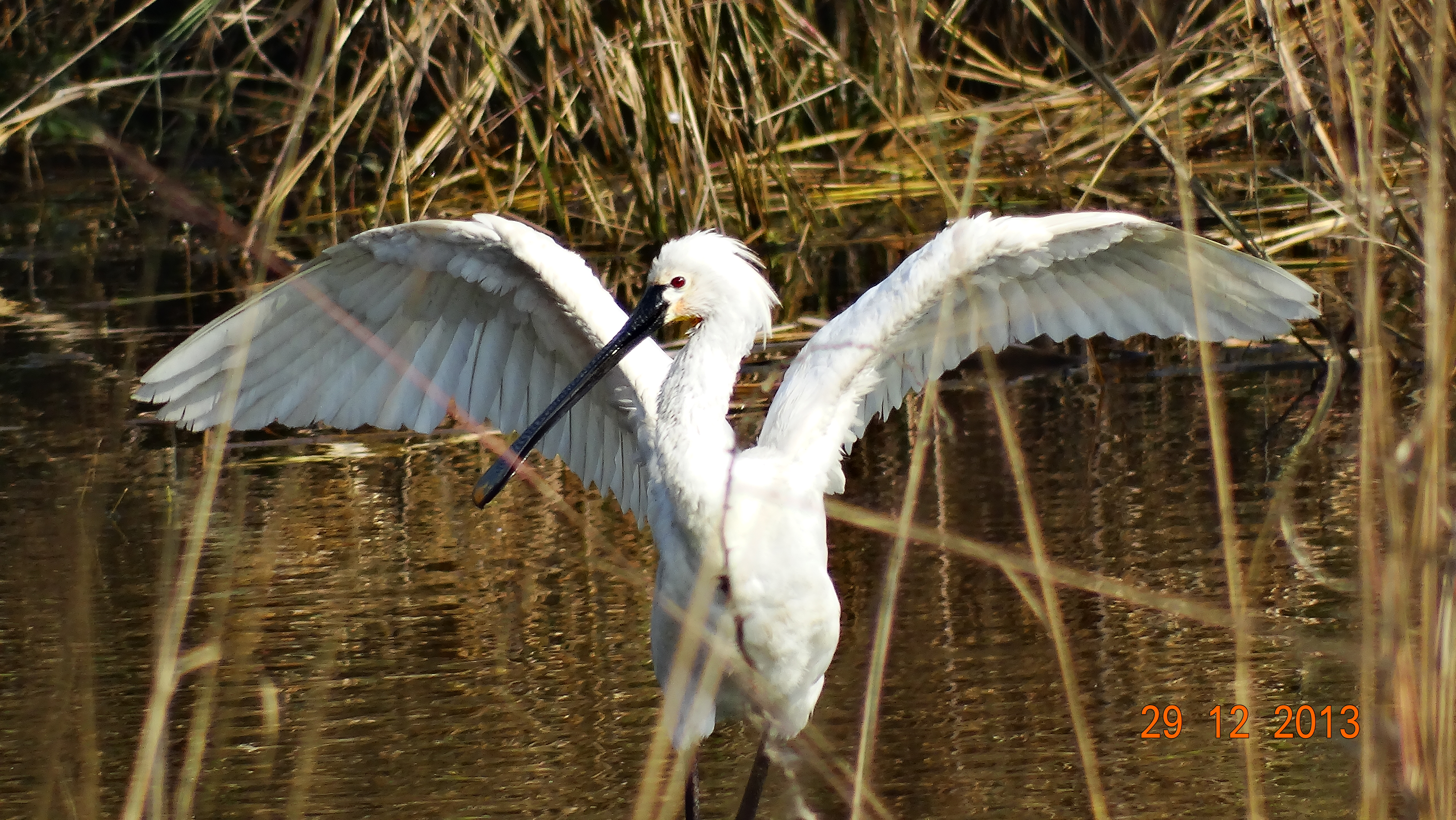
Cò thìa Á Âu.

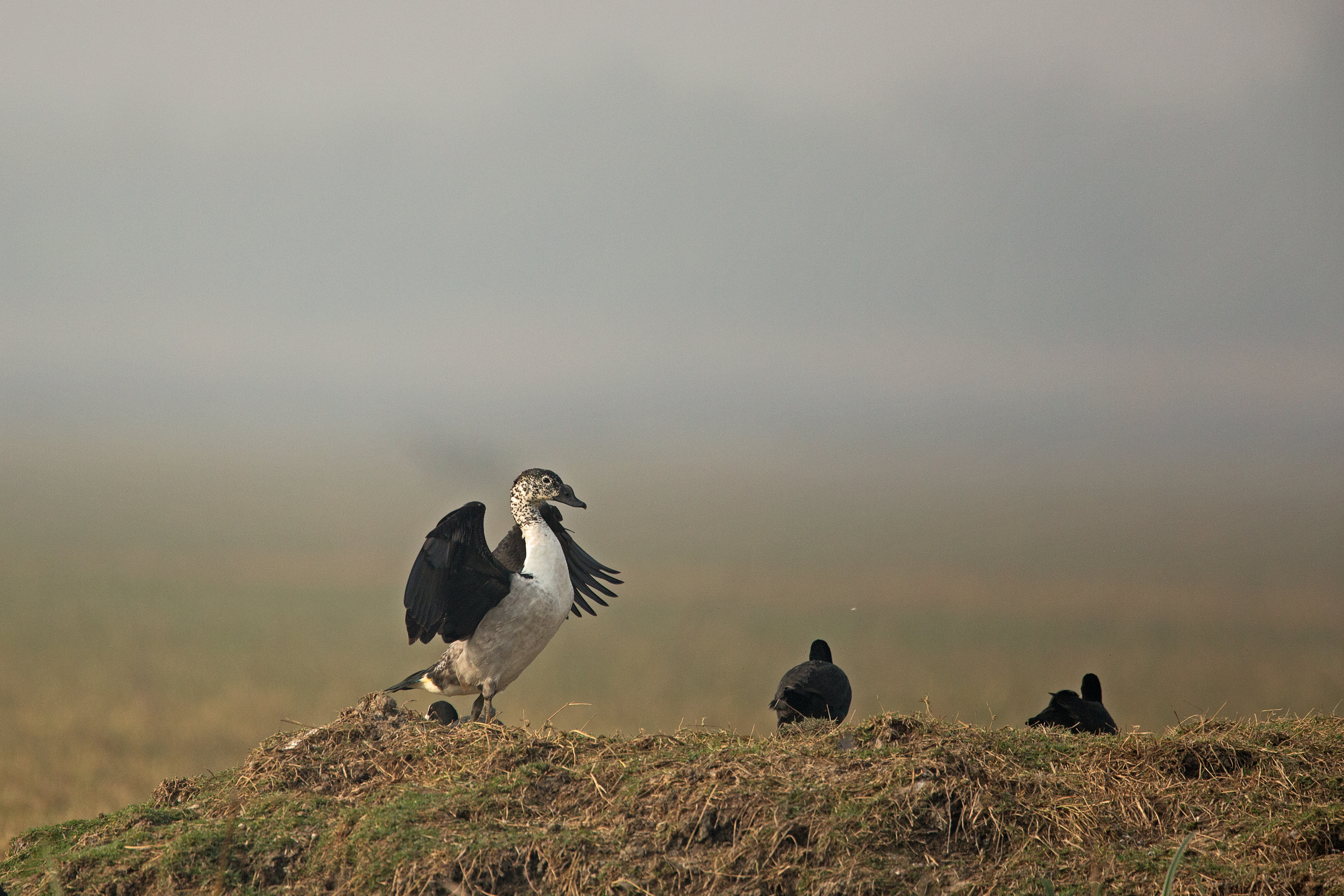
Vịt mồng và Sâm cầm

Keoladeo được thành lập cách đây 250 năm trước và đặt theo tên của ngôi đền Keoladeo (Shiva) nằm trong ranh giới vườn quốc gia. Trước đây nó là một vùng trũng tự nhiên và bị ngập lụt sau khi công trình thủy lợi Ajan Bund được xây dựng bởi Maharaja Suraj Mal, lúc đó là người cai trị bang Bharatpur giữa 1726–1763. Tường chắn của công trình thủy lợi được tạo ra tại hợp lưu của sông Gambhir và Banganga. Keoladeo là nơi săn bắn truyền thống của các Maharaja của Bharatpur từ năm 1850 và cuộc thi bắn vịt được tổ chức thường niên nhằm vinh danh Toàn quyền Ấn Độ. Trong một lần như vậy vào năm 1938, đã có 4.273 con chim mặt nước gồm Vịt cổ xanh và Mòng két đã bị giết bởi Victor Hope, người sau đó đã trở thành toàn quyền Ấn Độ.
Keoladeo trở thành vườn quốc gia vào ngày 10 tháng 3 năm 1982 trên cơ sở khu bảo tồn chim được thành lập vào ngày 13 tháng 3 năm 1976 và một vùng đất ngập nước có tầm quan trọng quốc tế theo Công ước Ramsar vào tháng 10 năm 1981. Hoạt động săn bắn cuối cùng được tổ chức vào năm 1964 nhưng Maharaja vẫn được quyền săn bắn tại khu vực này cho đến năm 1972. Năm 1985, vườn quốc gia được UNESCO công nhận là Di sản thế giới. Hoạt động chăn thả gia súc trong vườn quốc gia bị cấm từ năm 1982 dẫn đến các cuộc đụng độ dữ dội giữa nông dân địa phương và chính quyền.

## Địa lý
Vườn quốc gia nằm ở phía đông của Rajasthan, cách Bharatpur 2 km về phía đông nam và cách Agra 55 km về phía tây. Nó trải rộng trên khu vực có diện tích 29 km vuông. Một phần ba môi trường sống tại đây là vùng đất ngập nước với rất nhiều các loài vi sinh vật sinh sống trong các loài thực vật, gò đất, đê, vùng nước mở, thực vật nổi. Vùng cao hơn là đồng cỏ savan gồm có các loài cỏ cao và cây bụi. Những cây Gáo trắng khổng lồ nằm rải rác.
Hầu hết trong năm, Keoladeo chỉ có khoảng 10 km vuông là vùng ngập nước hiệu quả, phần còn lại là đất khô ráo. Hệ thống đê điều chia khu vực thành mười tiểu khu vực, mỗi khu vực được kiểm soát nước bởi một hệ thống cửa cống. Độ sâu mực nước dao động từ 1-2 mét trong mùa mưa (từ tháng 7 đến 9). Trong những tháng tiếp theo, mực nước hạ dần và bắt đầu vào thời kỳ khô hạn từ tháng 2. Tháng 5 và 6, vườn quốc gia khô cằn ở mức cao nhất khi nước chỉ còn lại ở một số khu vực đất trũng. Quá trình ngập nước và khô hạn này giúp duy trì hệ sinh thái đầm lầy nước ngọt khiến nó trở thành nơi lý tưởng cho các loài chim mặt nước. Những giếng nước ngầm nằm tại khắp các khu vực trũng có nhiệm vụ sử dụng những lượng nước quý giá trong khoảng thời gian khô hạn để duy trì sự sống cho nhiều loài động thực vật.
Nhiệt độ trung bình cao nhất tại vườn quốc gia dao động từ 20,9 °C vào tháng 1 cho đến 47,8 °C vào tháng 5, trong khi thấp nhất là 6,8 °C vào tháng 12 đến 26,5 °C vào tháng 6. Chênh lệch nhiệt độ ngày đêm dao động từ 5 °C trong tháng 1 cho đến 50 °C vào tháng 5. Độ ẩm không khí trung bình thay đổi từ 62% trong tháng 3 cho đến 83,3% trong tháng 12. Lượng mưa trung bình năm là 662 mm, với số ngày mưa trung bình năm là 36 ngày. Năm 1988 ghi nhận lượng mưa tại đây chỉ đạt 395 mm với 32 ngày mưa trong năm.
Các nhà quan sát địa phương đã nhận thấy sự thu hẹp môi trường sống của các loài thực vật thủy sinh trong vườn quốc gia sau một số năm hạn hán và cạn nước. Và nó đã thu hẹp đi so với những năm 1980. Một số nỗ lực đã được tiến hành để thay đổi điều này, trong đó có việc tận dụng người địa phương để loại bỏ các loài xâm lấn sống trong khu vực tự nhiên cao hơn như Prosopis juliflora.

## Động thực vật

### Thực vật
Các kiểu thảm thực vật chính là rừng rụng lá khô nhiệt đới, xen kẽ với đồng cỏ khô ở những khu vực rừng bị suy thoái. Ngoài các đầm lầy nhân tạo, phần lớn diện tích được bao phủ bởi những cây và cây bụi cỡ trung bình.
Các khu rừng ở phía đông bắc vườn quốc gia bị chi phối bởi những cây Mitragyna parvifolia, Syzygium cumini và Vachellia nilotica. Còn những cánh rừng mở là Prosopis cineraria và Ziziphus. Salvadora oleoides và Salvadora persica cũng được tìm thấy trong vườn quốc gia và hầu như chúng là những cây thân gỗ duy nhất được tìm thấy trong khu vực đất mặn. Thảm thực vật thủy sinh rất phong phú và cung cấp nguồn thức ăn quý giá cho các loài thủy cầm. Những nỗ lực để tiêu diệt các loài xâm lấn gồm Cineraria và Prosopis juliflora đã được thực hiện trong năm 2007 và 2008.

### Động vật
Động vật không xương sống như giun, côn trùng, động vật thân mềm có số lượng phong phú hơn bất cứ loài nào khác, chủ yếu ở môi trường dưới nước. Chúng là thức ăn cho nhiều loài cá và chim, cũng như một số loài động vật, và do đó, tạo thành một liên kết chính trong chuỗi thức ăn và hoạt động của hệ sinh thái. Côn trùng trên cạn rất phong phú và có tác động tích cực đến việc sinh sản của các loài chim trên cạn.
Keoladeo là thiên đường của các loài chim với 370 loài được ghi nhận. Nó có vị trí chiến lược cho các loài chim di trú đến lục địa Tiểu Ấn trước khi di cư đến các khu vực khác. Chúng hội tụ ở đây trước khi di chuyển đến Cổ Bắc giới để sinh sản. Ngoài ra, nó cũng là nơi trú đông cho nhiều loài chim mặt nước, là khu vực trú đông thường xuyên duy nhất tại Ấn Độ của loài sếu Siberia, một loài bị đe dọa cực kỳ nguy cấp.
Ngoài sếu Siberia, vườn quốc gia là nơi sinh sản cho các loài mặt nước gồm Hạc, Diệc và Cốc và là nơi trú đông quan trọng của các loài Vịt. Các loài phổ biến nhất gồm Vịt cánh trắng, Mòng két, Le khoang cổ, Vịt búi lông, Vịt mồng, Cốc đen, Cốc đế, Cốc đế nhỏ, Chim lội cổ khoang, Giang sen, Cò thìa Á Âu, Cò nhạn, Cò quăm đầu đen, Chim cổ rắn, Choắt nhỏ, Choắt bụng xám, Choắt bụng trắng và Sếu sarus.
Các loài chim thông thường khác gồm Khướu, Chim chích, Trảu, Chào mào, Sẻ đất, Chim cút, Chim nghệ đuôi trắng, Hồng hoàng xám Ấn Độ. Chim săn mồi lớn gồm Ó cá, Cắt lớn, Đại bàng ăn cá Pallas, Đại bàng nâu, Diều hoa Miến Điện. Đại bàng đốm lớn gần đây cũng được phát hiện sinh sản tại Keoladeo.
Động vật có vú tại Keoladeo cũng phong phú không kém khi có 27 loài được xác định. Phổ biến nhất là Linh dương bò lam, Bò nhà, Hươu đốm, trong khi Nai ít gặp hơn. Lợn rừng và Nhím Ấn Độ thường ra khỏi vườn quốc gia để tìm đến các cánh đồng hoa màu bên ngoài. Cầy Mangut, Cầy lỏn và Cầy mangut xám Ấn Độ thi thoảng được tìm thấy. Các loài Mèo rừng, Mèo cá, Cầy vòi hương, Cầy hương cũng có mặt nhưng hiếm thấy. Rái cá lông mượt được thấy khi đi săn hoặc khi chúng băng qua khu rừng. Một số loài đáng chú ý khác là Chó rừng lông vàng, Linh cẩu vằn, Voọc xám Ấn Độ, Cáo Bengal, Mèo ri, Linh dương đen Ấn Độ. Báo hoa mai đã bị tiêu diệt có chủ ý vào năm 1964.
Các loài khác tại Keoladeo gồm 43 loài cá, 7 loài rùa, 5 loài thằn lằn, 13 loài rắn và 7 loài lưỡng cư.

## Hình ảnh

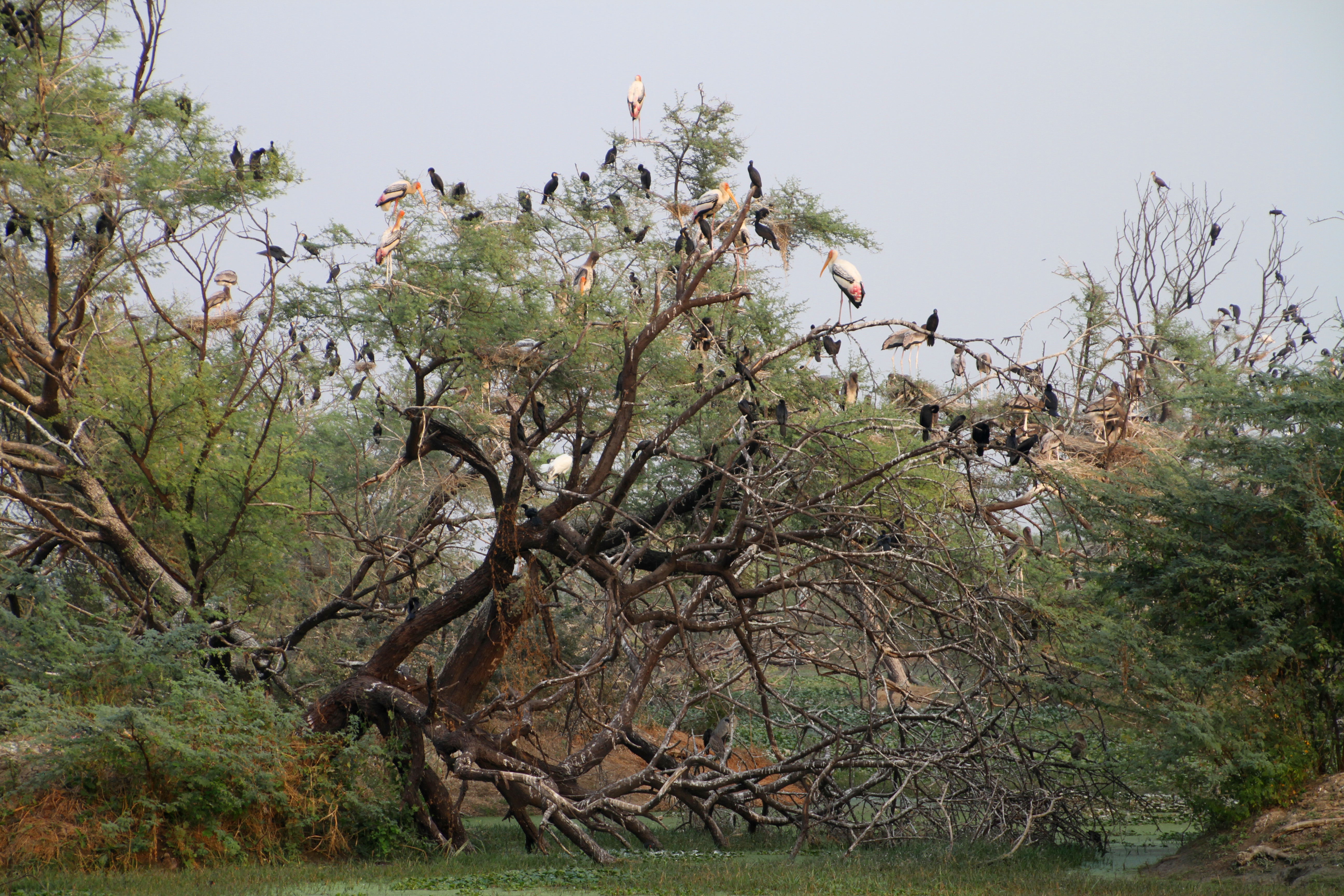
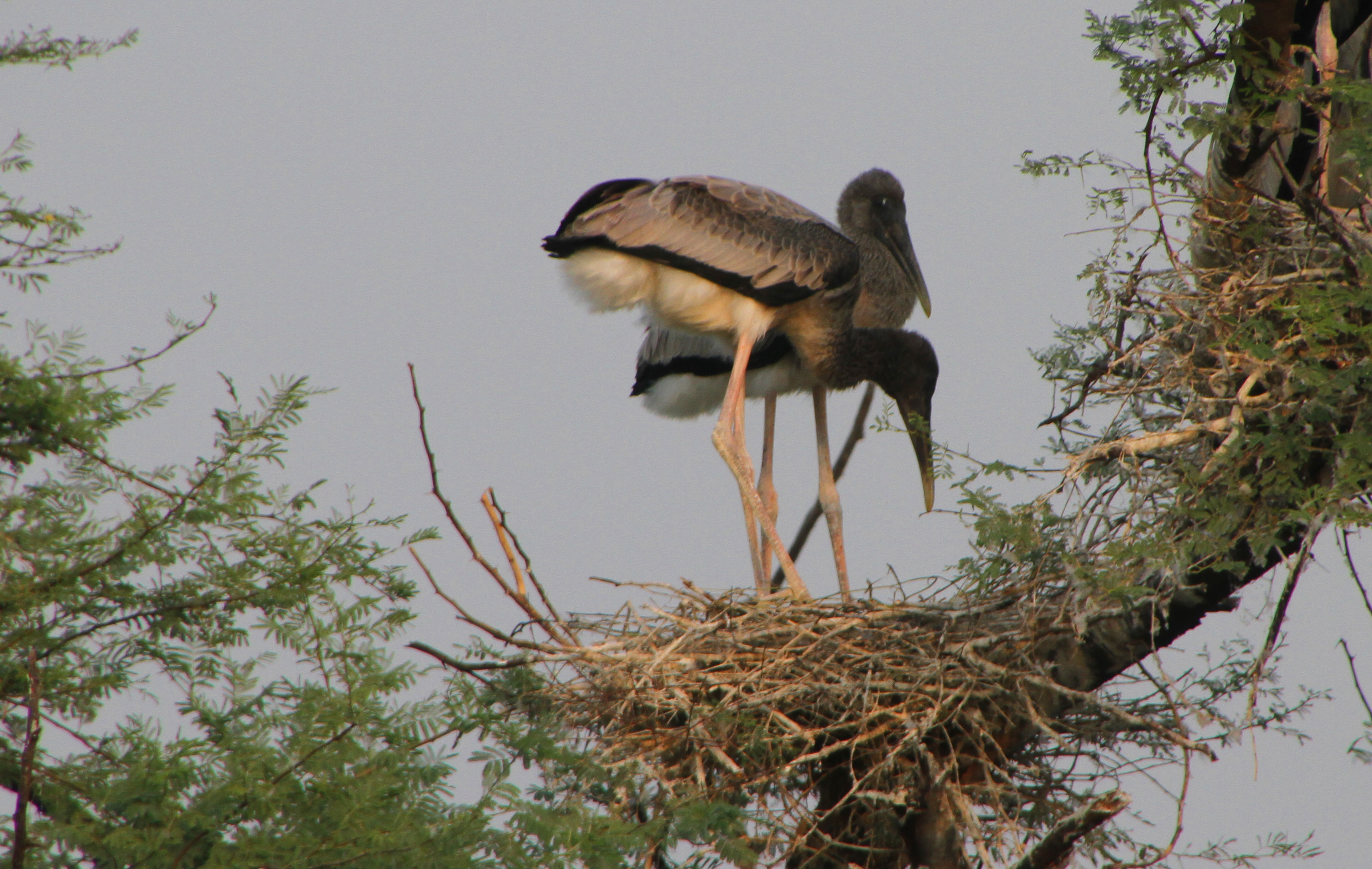
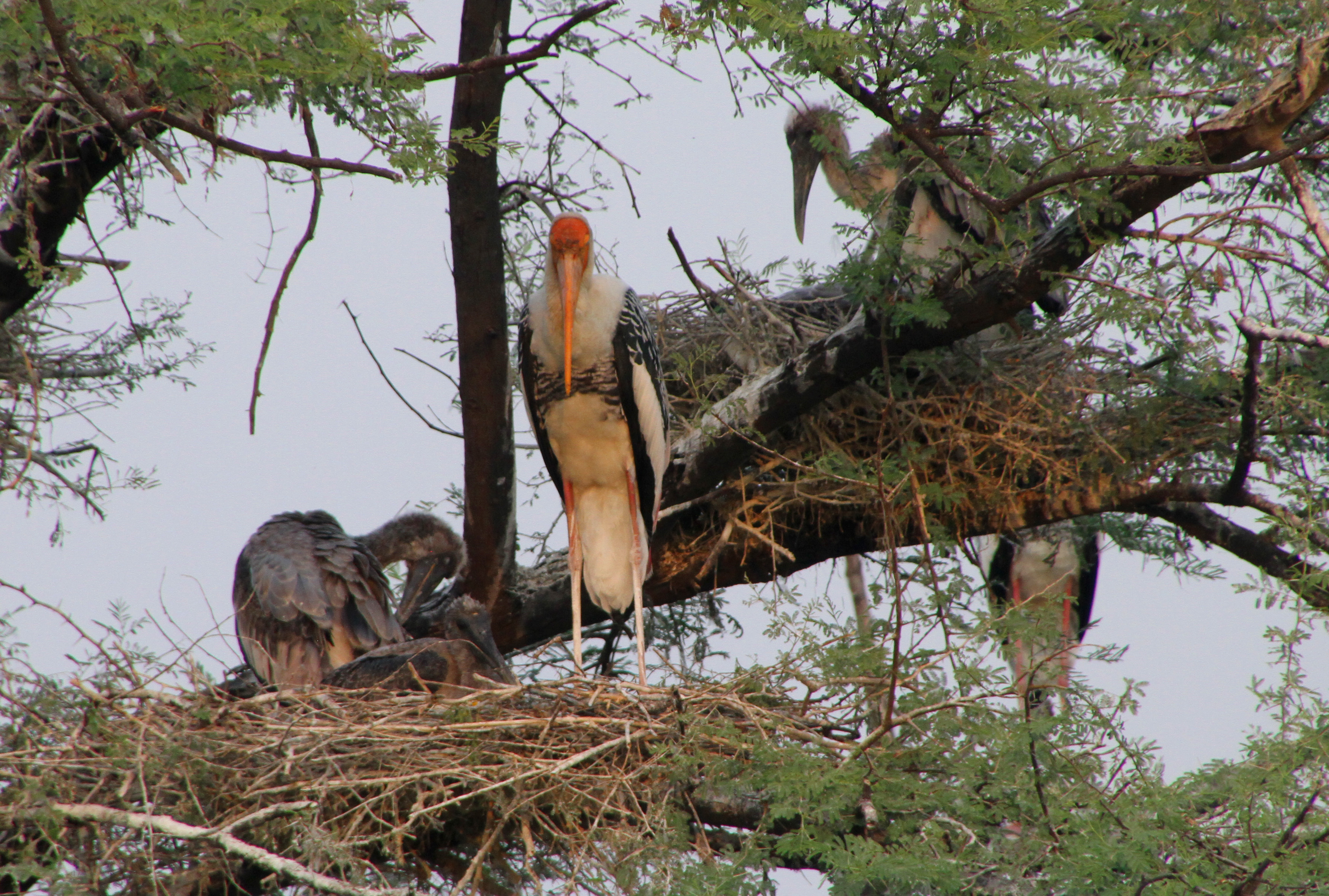
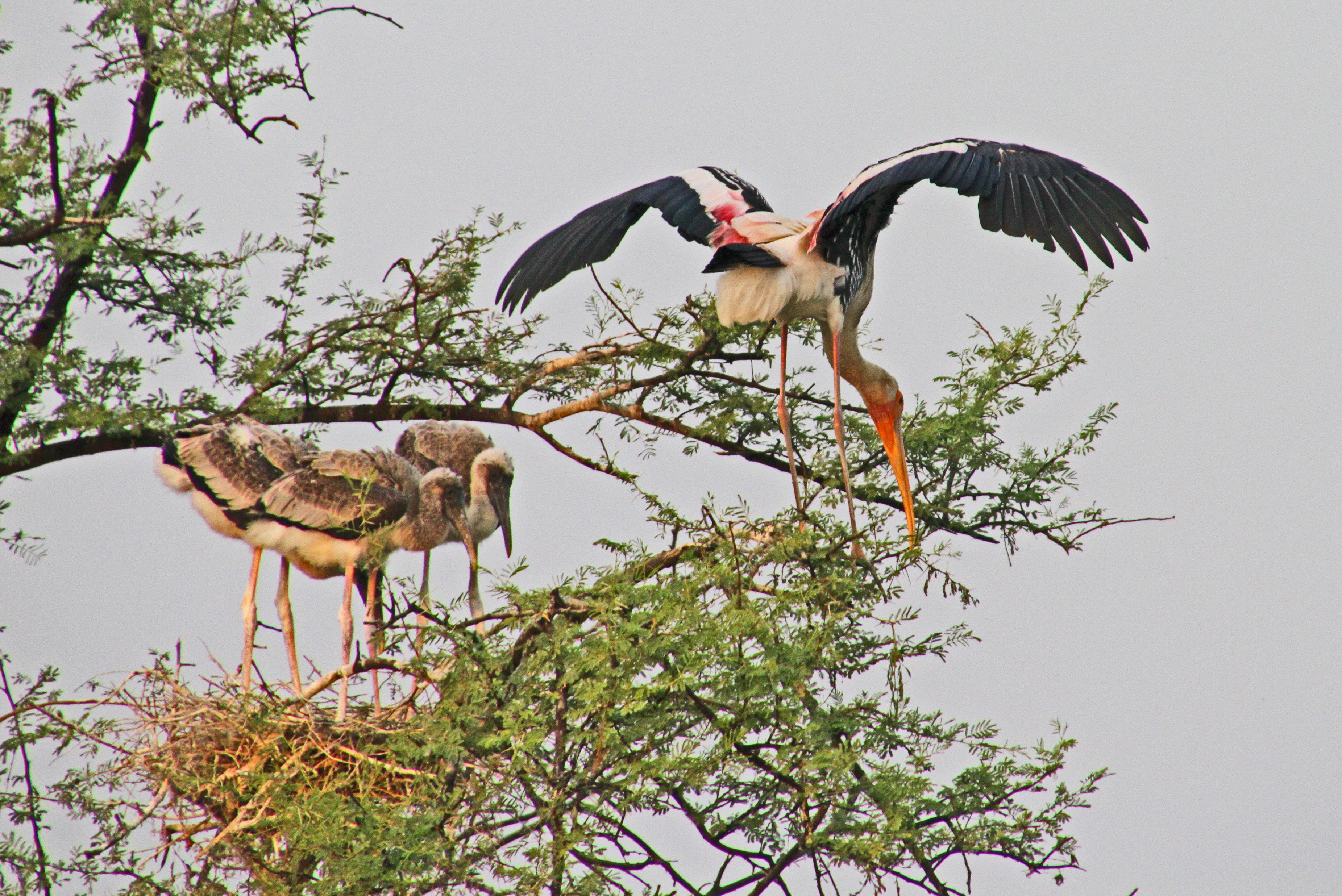
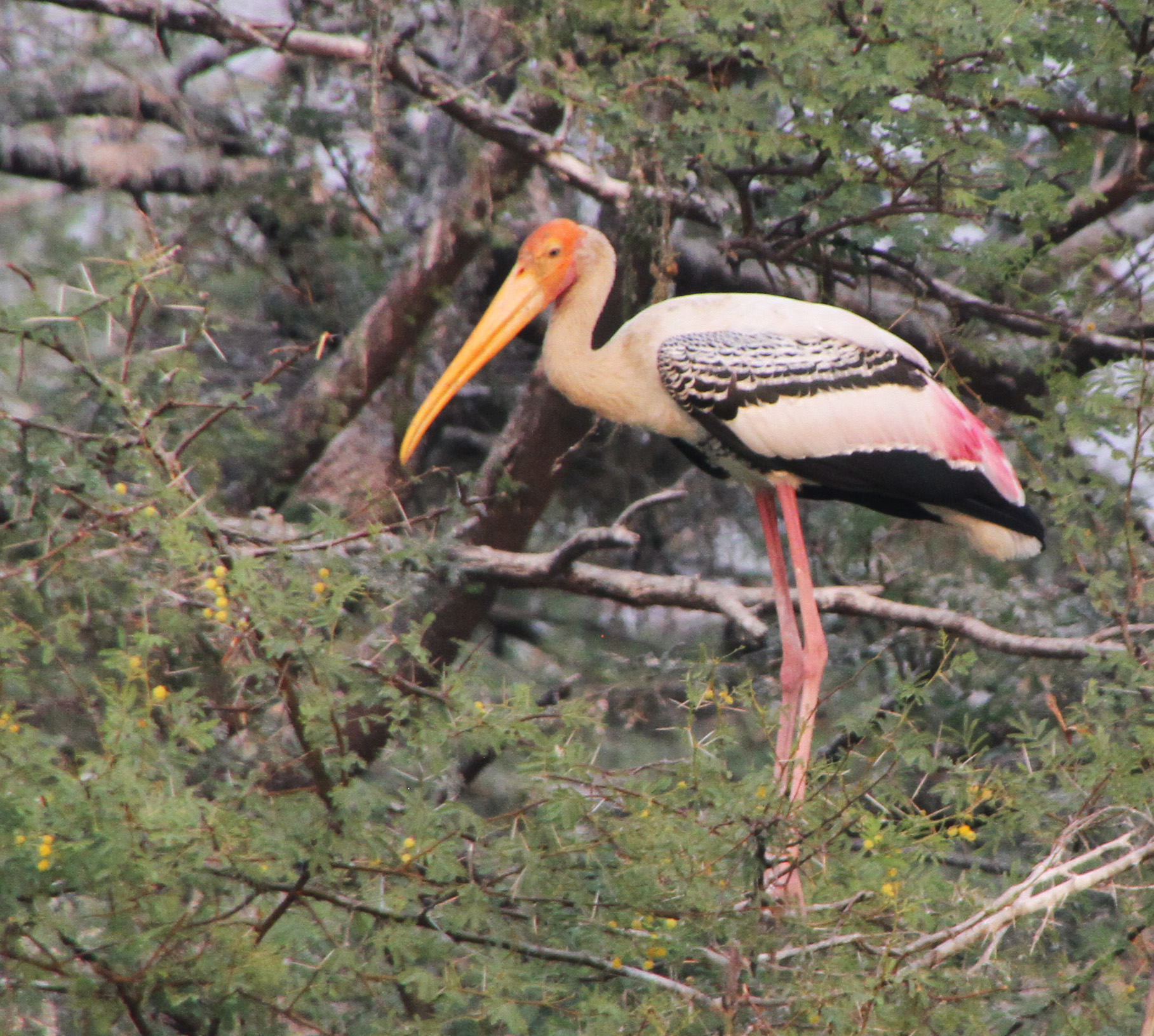
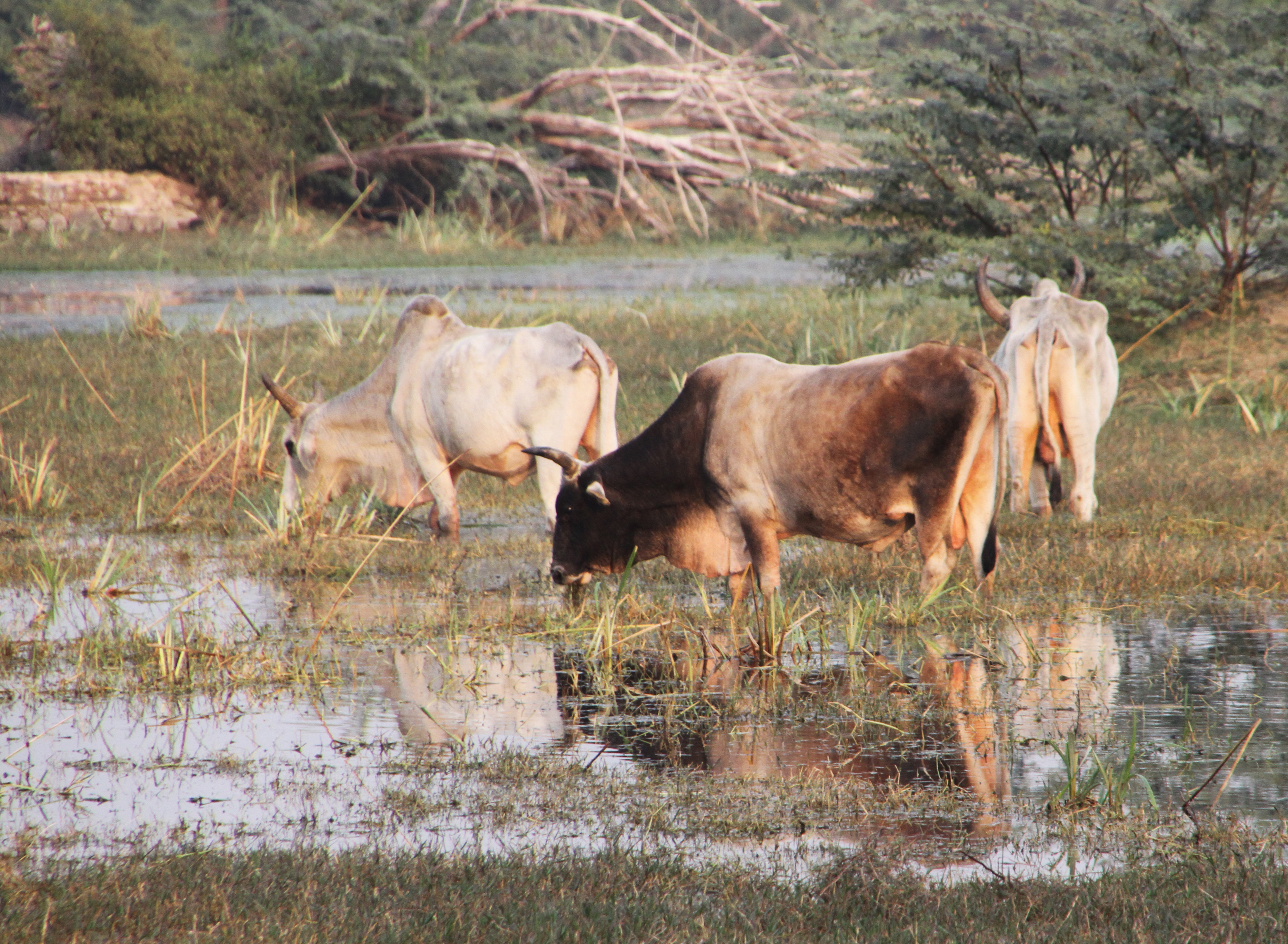